# ووراشتات
شهر ووراشتات (به آلمانی: Wörrstadt) در ایالت راینلند-فالتز در کشور آلمان واقع شده‌است.